# Richard Spaight junior

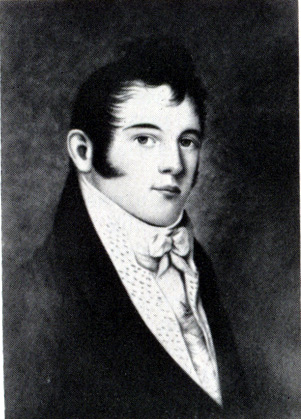
Richard Spaight junior

Richard Dobbs Spaight Jr. (* 1796 in New Bern, North Carolina; † 2. November 1850 ebenda) war ein US-amerikanischer Politiker und der 27. Gouverneur des Bundesstaates North Carolina. 

## Frühe Jahre und politischer Aufstieg
Richard Spaight war der Sohn des früheren Gouverneurs Richard Spaight senior, der im September 1802 in einem Duell von dem Kongressabgeordneten John Stanly tödlich verwundet wurde. Das genaue Geburtsdatum des jungen Richard ist nicht bekannt, man geht aber vom Jahr 1796 aus. Er besuchte die New Bern Academy und die University of North Carolina, wo er 1815 seinen Abschluss machte. Daran schloss sich ein Jurastudium an. Im Jahr 1818 wurde er als Anwalt zugelassen, worauf er eine Praxis in New Bern eröffnete.
Seine politische Laufbahn begann im Jahr 1819, als er in das Repräsentantenhaus von North Carolina gewählt wurde. Von 1820 bis 1822 saß er dann im Staatssenat. Von 1823 bis 1825 vertrat er den vierten Wahlbezirk seines Staates im US-Repräsentantenhaus in Washington, D.C., verfehlte aber die Wiederwahl. Daraufhin wurde er wieder in den Senat von North Carolina gewählt, in dem er zwischen 1825 und 1835 verblieb. Ab 1827 kandidierte er als Demokrat fünf Mal vergeblich für das Amt des Gouverneurs von North Carolina.

## Gouverneur von North Carolina
Im Jahr 1835 bewarb er sich zum sechsten Mal um diesen Posten. Diesmal wurde er vom Staatsparlament gewählt. Es war gleichzeitig die letzte Wahl eines Gouverneurs durch dieses Gremium. Ein kurz vorher verabschiedeter Zusatz zur Staatsverfassung bestimmte, dass in Zukunft der Gouverneur in allgemeinen Wahlen durch das Volk gewählt werden müsse. Dabei hatten allerdings nur reiche, weiße Männer ein Stimmrecht. Frauen und Schwarze waren anfangs von der Wahl noch ausgeschlossen. Spaights Amtszeit begann am 10. Dezember 1835 und endete am 31. Dezember 1836. Er setzte sich für die Landwirtschaft ein, weigerte sich aber, den Ausbau der Infrastruktur des Staates mit Haushaltsmitteln zu fördern. Entsprechend dem erwähnten Verfassungszusatz fanden gegen Ende seiner Amtszeit erste allgemeine Wahlen für das Amt des Gouverneurs statt. Spaight stellte sich zur Wahl und verlor gegen den Whig Edward Bishop Dudley.
Nach seiner Abwahl betätigte er sich wieder als Anwalt. Er war außerdem Mitglied des Kuratoriums der University of North Carolina. Insgesamt war er 29 Jahre in diesem Gremium. Spaight starb im November 1850 und wurde auf seinem Familienbesitz, der Clermont-Plantage, beigesetzt.